# Festival de la Rose d'or
Pour les articles homonymes, voir Rose d'or (homonymie).

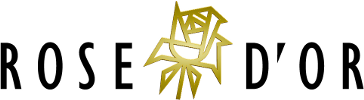
Logo du festival de la Rose d'or

Le festival de la Rose d'or est une manifestation récompensant chaque année les programmes télévisés du monde entier. Créée en 1961 à Montreux par Marcel Bezençon (également créateur du Concours Eurovision de la chanson) et organisée par la Télévision suisse romande, cette manifestation est transférée de 2004 à 2012 à Lucerne. Après Bruxelles en 2013 et Berlin en 2014, la cérémonie 2015 a lieu le 9 décembre au British Museum de Londres.
Outre le concours avec plusieurs distinctions à la clé, le festival offre un point de rencontre aux professionnels de l'audiovisuel du monde entier.